# Sigalphus testaceus
Sigalphus testaceus är en stekelart som beskrevs av Granger 1949. Sigalphus testaceus ingår i släktet Sigalphus och familjen bracksteklar. Inga underarter finns listade i Catalogue of Life.